# Marguerite Crookes
Pour les articles homonymes, voir Crookes.
Marguerite Winifred Crookes, née en 1898 et morte le 26 janvier 1991, est une botaniste et écologiste néo-zélandaise, fondatrice de l'Auckland Natural History Club. Son œuvre la plus connue est le Plant Life in Maoriland: A Botanist's Note Book.

## Biographie
Crookes est née dans le Derbyshire, en Angleterre, d'une fratrie de quatre enfants. Sa famille émigre en Nouvelle-Zélande en 1906. Elle obtient un baccalauréat et une maîtrise de l'Université d'Auckland. Sa carrière commence lorsqu'elle écrit des articles sur les plantes indigènes dans l'Auckland Star (en) et le Lyttelton Times (en).
Dans les années 1920, Crookes fonde le club d'histoire naturelle de la Workers Education Association, qui devient le Auckland Natural History Club (Club d'Histoire Naturelle d'Auckland). Les premiers articles de journaux de Crookes sont rassemblés et publiés sous le titre Plant Life in Maoriland: A Botanist's Note Book en 1926. Elle publie des articles sur la botanique dans le New Zealand Smallholder et le bulletin d'information de l'Auckland Botanical Society, ainsi que des articles universitaires dans des revues dont l'American Fern Journal. Ses recherches sur les fougères l'ont amenée à produire trois nouvelles éditions du New Zealand Ferns (« Fougères de Nouvelle Zélande »), publiées pour la première fois en 1921 par Herbert Boucher Dobbie (en). Elle donne aussi des conférences sur les plantes indigènes à la Société de Botanique d'Auckland (Botanical Society) et est membre de la Société Philosophique d'Auckland (Philosophical Society). Elle est également active dans la conservation, s'opposant au développement qui aurait nui aux zones autour des chaînes Waitakere. Les spécimens collectés par Crookes restent dans les collections du Musée de Nouvelle-Zélande Te Papa Tongarewa.

## Prix et distinctions
En 2017, Crookes est sélectionnée comme l'une des « 150 femmes en 150 mots » par la Royal Society Te Apārangi, un projet célébrant les contributions des femmes au savoir en Nouvelle-Zélande.